# Frail
Frail es una banda straight edge estadounidense de post-hardcore, oriunda de Filadelfia, Pensilvania, activa entre desde mediados de 1993 a fines de 1995.
En su existencia, el quinteto publicó tres EPs y un split, en formatos de vinilo 7". Toda su discografía fue agrupada posteriormente en la compilación Make Your Own Noise, el año 2000.
Su sonido mezcló la influencia del new school hardcore, junto con melodías disonantes, gracias a bandas contemporáneas como Unbroken o Portraits of Past. A su vez, inspiraron a actos de screamo posteriores, como Saetia.
Tras su separación, sus miembros estuvieron involucradas en diversas bandas, como Ink & Dagger, Goodbye, Blue Monday, The Icarus Line, y Lilys.

## Miembros
- Eric Hammer – voces
- Don Devore – guitarras
- Mike Parsell – guitarras
- Derek Zglenski – bajo
- Brian Berwind – batería

## Discografía
- Demo tape (1993)
- Frail / Regain split demo tape (1993)
- Idle Hands Hold Nothing 7" (1994, Kidney Room)
- Frail 7" (1994, Yuletide)
- New Harmony 7" (1995, Bloodlink)
- Frail / Elements Of Need split 7" (1995, Static)
- Make Your Own Noise CD compilatorio (2000, Bloodlink)
- No Industry 12" compilatorio (2024, Número Group, Tree)

### Apariciones en compilaciones
| Año  | Canción                  | Álbum                          | Sello             | Formato  |
| ---- | ------------------------ | ------------------------------ | ----------------- | -------- |
| 1994 | "Things Can Turn Around" | Through The Haze               | Overdose          | 7"       |
| 1995 | "Drought"                | XXX – Some Ideas Are Poisonous | Ebullition        | 12" / CD |
| 1995 | "Promise"                | Stealing The Pocket            | Positively Punk   | 12"      |
| 1995 | "Drought"                | Kickstart – Dec 95             | Nothing Left Zine | casete   |